# Najima Rhozali
Najima Rhozali hoặc Najima Thay Thay Rhozali (tiếng Ả Rập: نجيمة الغوزالي; sinh năm 1960, Oujda) là một chính trị gia Ma-rốc thuộc đảng Rally of Độc lập Quốc gia. Bà giữ chức Bộ trưởng Ngoại giao cho biết chữ và không chính quy Giáo dục trong tủ của Driss Jettou.
Rhozali là giáo sư ngôn ngữ học tại trường đại học Agadir chuyên về truyền miệng. Bà là tác giả của những cuốn sách về những câu chuyện và truyền thuyết dân gian truyền thống.